# Sinjai (ort i Indonesien)
Sinjai är en ort i Indonesien.   Den ligger i provinsen Sulawesi Selatan, i den centrala delen av landet, 1 500 km öster om huvudstaden Jakarta. Sinjai ligger 6 meter över havet och antalet invånare är 40 797.
Terrängen runt Sinjai är huvudsakligen platt, men västerut är den kuperad. Havet är nära Sinjai åt sydost.  Det finns inga andra samhällen i närheten. 